# Amtsgericht Wedel
Koordinaten: 53° 34′ 46,3″ N, 9° 42′ 12,9″ O
Das Amtsgericht Wedel war ein deutsches Amtsgericht mit Sitz in Wedel.

## Geschichte
Wedel gehörte gerichtlich zunächst zum Amtsgericht Blankenese und ab 1937 zum Amtsgericht Uetersen. Im Jahre 1953 entstand die Zweigstelle Wedel des Amtsgerichts Uetersen. Im Jahre 1957 wurde diese in das Amtsgericht Wedel umgewandelt. Übergeordnet war das Landgericht Itzehoe. Im Jahre 1977 wurde das Amtsgericht Rantzau aufgelöst und das Amtsgericht Pinneberg übernahm seinen Sprengel.

## Amtsgerichtsgebäude
Das Amtsgerichtsgebäude wird heute als Polizeistation genutzt.